# Aktiengesellschaft (Szwajcaria)
Aktiengesellschaft (franc. Société Anonyme (SA), wł. Società anonima, retoromańskie Societad anonima) – spółka akcyjna w Szwajcarii. Spółka kapitałowa, mająca osobowość prawną. Oficjalny skrót używany w obrocie gospodarczym tego typu spółki to AG lub po francusku SA. Spółki akcyjne w podobnej formie działają również w trzech pozostałych europejskich krajach niemieckojęzycznych: Austrii, Liechtensteinie i Niemczech.
Podstawowe cechy szwajcarskiej AG:
- Założyciele: przynajmniej 1 osoba;
- Minimalny kapitał zakładowy: 100 000 CHF (co najmniej 20% musi być wpłacone w gotówce);
- Minimalna wartość jednej akcji: 0,01 CHF.

W Szwajcarii – podobnie jak w Niemczech – istnieje możliwość zawiązania jednoosobowej spółki tego typu, nosi ona wówczas nazwę Ein-Personen-AG.